# Paranaphoidea
Paranaphoidea is een geslacht van vliesvleugeligen uit de familie Mymaridae. De wetenschappelijke naam van dit geslacht is voor het eerst geldig gepubliceerd in 1913 door Girault.

## Soorten
Het geslacht Paranaphoidea omvat de volgende soorten:
- Paranaphoidea auripes Girault, 1925
- Paranaphoidea caudata Girault, 1915
- Paranaphoidea densiciliata Girault, 1939
- Paranaphoidea egregia Girault, 1913
- Paranaphoidea elongata Girault, 1923
- Paranaphoidea eucalypti Girault, 1925
- Paranaphoidea harveyi (Girault, 1912)
- Paranaphoidea intermedia Girault, 1915
- Paranaphoidea mirus (Gahan, 1927)
- Paranaphoidea nigriclava Girault, 1915
- Paranaphoidea ponderosa Girault, 1913
- Paranaphoidea tennysoni Girault, 1920